# جون مورغان (مصارع رياضي)
جون مورغان (بالإنجليزية: John Morgan) هو مصارع رياضي أمريكي، ولد في 4 فبراير 1963 في منيابولس في الولايات المتحدة.

## وصلات خارجية
- جون مورغان على موقع قاعدة بيانات المصارعة الدولية (الإنجليزية)
- جون مورغان على موقع أوليمبيديا (الإنجليزية)